# Oxycatantops castor
Oxycatantops castor är en insektsart som beskrevs av Nicholas David Jago 1989. Oxycatantops castor ingår i släktet Oxycatantops och familjen gräshoppor. Inga underarter finns listade i Catalogue of Life.